# Actinodendridae
Actinodendridae Haddon, 1898 è una famiglia di celenterati antozoi dell'ordine Actiniaria.

## Tassonomia
La famiglia comprende 9 specie nei seguenti generi:
- Actinodendron de Blainville, 1830 (5 specie)
- Actinostephanus Kwietniewski, 1897 (1 sp.)
- Megalactis Hemprich & Ehrenberg in Ehrenberg, 1834 (3 spp.)

### Alcune specie

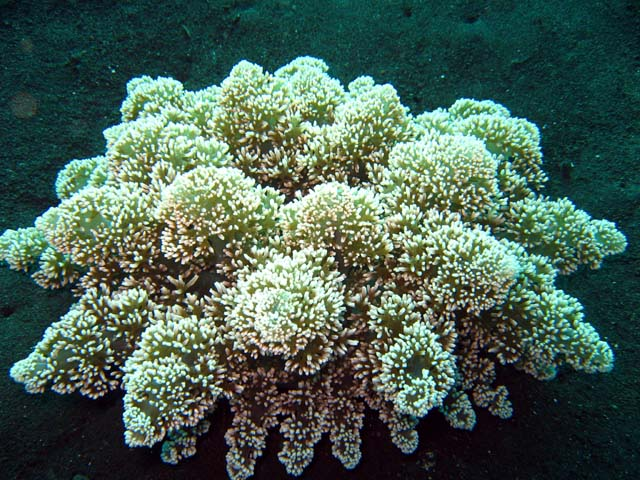
Actinodendron arboreum
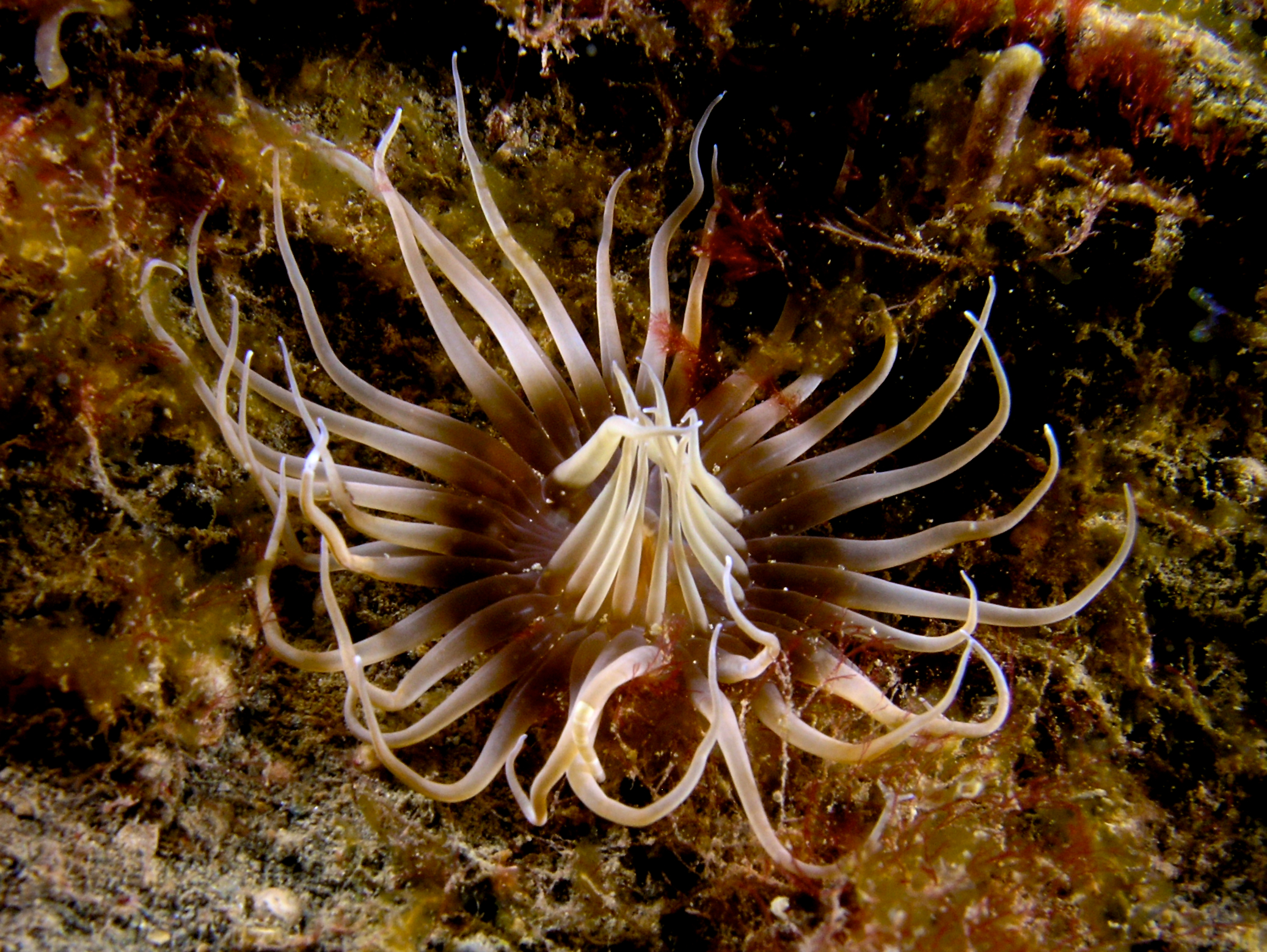
Actinostephanus haeckeli